# Fantastyczna kobieta
Fantastyczna kobieta (hiszp. Una mujer fantástica) – chilijski dramat z 2017 roku w reżyserii Sebastiána Lelio. Film został nagrodzony Srebrnym Niedźwiedziem za najlepszy scenariusz na 67. MFF w Berlinie oraz Oscarem dla najlepszego filmu nieanglojęzycznego.

## Fabuła
Orlando (Francisco Reyes) planuje urodzinową niespodziankę dla znacznie młodszej od niego partnerki, Mariny (Daniela Vega) która jest osobą transpłciową. Prezent wręcza jej podczas romantycznego wieczoru, który para spędza w Santiago na kolacji i tańcach. Po powrocie do mieszkania mężczyzna nieoczekiwanie słabnie. Marina zabiera go do szpitala, gdzie musi skonfrontować się z rodziną Orlanda, a także z wrogo nastawioną opieką zdrowotną i policją. Wskutek tragicznych wydarzeń będzie musiała zawalczyć o prawo do swoich uczuć, godności, a nawet przeżywania żałoby.

## Obsada

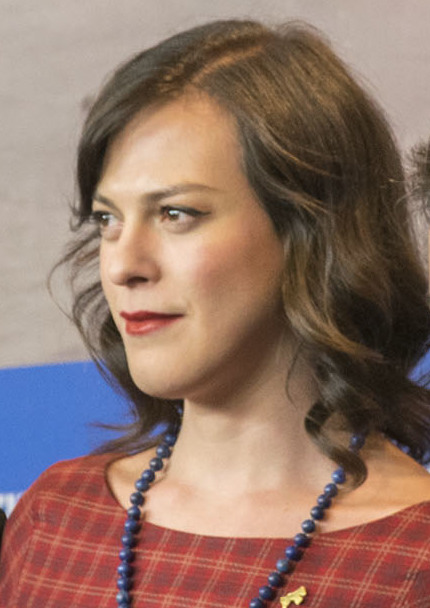
Odtwórczyni głównej roli Daniela Vega na 67. Berlinale

- Daniela Vega – Marina Vidal
- Francisco Reyes – Orlando
- Luis Gnecco – Gabo
- Aline Küppenheim – Sonia
- Nicolás Saavedra – Bruno
- Amparo Noguera – Adrianna
- Trinidad González – Wanda
- Néstor Cantillana – Gaston
- Alejandro Goic – lekarz